# Вяйньо Таннер
Вяйньо Альфред Таннер, Вяйньо Альфред Томассон (швед. Väinö Alfred Thomasson, фін. Väinö Alfred Tanner фін. вимова: [ˈʋæi̯nø ˈalfred ˈtɑnːer], рос. Томассон Вя́йнё А́льфред, Та́ннер Вяйнё Альфред, до 1895 р. носив прізвище Томассон; нар.12 березня 1881, Гельсінгфорс, Велике князівство Фінляндське — пом.19 квітня 1966, Гельсінкі, Фінляндія) — фінський державний діяч, піонер кооперативного руху, лідер фінської соціал-демократичної партії, депутат парламенту Фінляндії від 1908 р. до 1962 р., Прем'єр-міністр Фінляндії в 1926—1927 рр., кандидат у президенти Фінляндії в 1919, 1925, 1931, 1937, 1950, 1956 й 1962 роках.

## Життєпис
Батьком його був залізничник у «VR Group» Густав Альфред Томассон. У 1896 р. Вяйньо змінив прізвище зі шведськомовного написання Томассон на фінськомовний варіант Таннер.
- У 1899 році — вступив у Соціал-демократичну партію Фінляндії і став атеїстом, неодноразово входив у склад правління зазначеної політичної партії[1].
- У 1900 р. — успішно завершив навчання в середній школі «Верхня середня школа Ресу» (фін. Helsingin Suomalainen Reaalilyseo, Ressun lukio), розпочате у 1892 р.. З часом завершив і навчання у фінському бізнес-коледжі (фін. Liikemiesten kauppaopisto) та досліджував кооперативний рух у Німеччині, стажувався у «Großeinkaufs-Gesellschaft Deutscher Consumvereine» (GEG).
- У 1911 р. — завершив здобуття вищої освіти в університеті міста Гельсінкі, вивчав право, став юристом зі званням судді. Працював журналістом, робив кар'єру у фінському кооперативі в м. Турку. У 1903 р. став профспілковим лідером. У 1907 р. був обраний до фінського парламенту.

Після відокремлення Великого князівства Фінляндського від Російської імперії в 1917 р. призначений сенатором у справах фінансів до Сенату Токоя. Був головою СДПФ у 1918—1926 роках.
Таннер не підтримував радикальні революційні дії червоноармійців, і не брав участі у Громадянській війні Фінляндії, що призвела до поразки фінських «червоних».
Після війни він став провідним політиком Соціал-демократичної партії Фінляндії (СДПФ), і активним прихильником парламентаризму. Його головним успіхом була реабілітація СДПФ після громадянської війни. Таннер працював в уряді на посадах: прем'єр-міністра (1926—1927), міністра фінансів (1937—1939), міністра закордонних справ (1939—1940), після Радянсько-фінської війни 1939—1940 рр. був міністром торгівлі та промисловості (1940—1942) (остання перестановка була здійснена під тиском СРСР). У 1942—1944 рр. знову був міністром фінансів.
Вплинув на перенаправлення фінського робочого руху від революційних ідей до прагматичної роботи в рамках парламентської системи. Під його керівництвом фінські соціал-демократи змогли сформувати уряд меншості за 10 років після закінчення громадянської війни в країні.
У 1927 р. під час короткої хвороби президента Реландера Таннер, який обіймав на той момент посаду прем'єр-міністра, виконував обов'язки діючого президента і Верховного головнокомандуючого. В останній ролі він приймав парад фінської Білої гвардії присвячений 10-й річниці перемоги «білих». Це було сприйнято в країні як досить визначна подія і ознака триваючого процесу національного примирення в суспільстві. У 1930-х роках соціал-демократи кілька разів формували коаліційні уряди разом з аграрною партією.
Дискутував щодо «лінії Маннергейма» з маршалом Карлом Маннергеймом на користь соціального захисту платників податків (з історії т. зв. «фінського економічного дива»). Йому належить відомий вислів (1934 р.)
|  | Перш ніж витрачати великі гроші на оборону, треба створити народові такий рівень життя, який варто було б захищати. |

Під час Радянсько-фінської війни 1939—1940 рр. Таннер був міністром закордонних справ і зіграв важливу роль у формуванні в Фінляндії «духу Зимової війни» на гуртування нації незалежно від політичних поглядів, у боротьбі за збереження незалежності країни.
Після закінчення Зимової війни СРСР зажадав змін у внутрішній політиці Фінляндії й 16 серпня 1940 р. Таннер вийшов з уряду.
Після закінчення Радянсько-фінської війни 1941—1944 рр. Таннер, під тиском СРСР, був засуджений разом з Рісто Рюті в 1946 р. на п'ять з половиною років позбавлення волі, однак і в ув'язненні залишався популярним політичним діячем. У грудні 1948 р., відбувши половину терміну, був амністований і випущений на свободу. Став генеральним директором «Elanto».
Був головою СДПФ в 1957—1963 роках. Таннер критикував післявоєнну доктрину Фінляндії, відому як доктрина Паасіківі-Кекконена, згідно з якою зовнішні справи Фінляндії зберігалися суворо нейтральними та дружніми з СРСР. Таннеру вдалося повернутися до фінського парламенту як представник на парламентських виборах 1951.

## Праці
- (рос.)Таннер В., Зимняя война. — М.: 2003. — 349 с. — ISBN 5-9524-0517-7.
- Minkälaisia verotusuudistuksia porvarilliset ajavat. Sosialidemokratisia vaalijulkaisuja n: o 5. Sos.-dem. eduskuntaryhmä, Helsinki 1908
- Det vita skräckväldet i Finland: förskräckliga sanningar om den borgerliga diktaturen: ett officiellt dokument. Frams förlag, Stockholm 1919 (Kirjan digitoitu versio (Työväenliikkeen kirjasto: Digitaalinen arkisto))
- Sosialidemokraattisen puoluetoimikunnan puheenjohtajan Väinö Tannerin puolustuspuhe puolueen vaalijulistuksen johdosta nostetussa oikeudenkäynnissä ; esitetty Helsingin Raastuvanoikeudessa maanantaina maaliskuun 17 päivänä 1919. Suomen sos.-dem. puoluetoimikunta, Helsinki 1919
- Osuuskauppakysymyksiä : alustus syksyllä 1929 Virossa pidetyssä osuuskauppain edustajain neuvottelukokouksessa. KK: n kirjasia n: o 19. Helsinki 1930
- Tullirasitusta lievittämään ; esitelmä KK: n 19. edustajakokouksessa Viipurissa 1.-2. VI. 1935. Kulutusosuuskuntien keskusliitto, Helsinki 1935
- Die nordische Genossenschaftsbewegung. Zentralverband österreichischer Konsumvereine, Wien 1936
- Osuustoiminnan asema erilaisissa talousjärjestelmissä. KK: n kirjasia n: o 24. Helsinki 1937
- Kansan enemmistön edut määrääviksi: sosialidemokraattisen puolueen vaaliohjelma ja ministeri Väinö Tannerin puhe (Katsaus tämän hetken sisäpoliittiseen tilanteeseen). Sos. dem. puoluetoimikunta, Helsinki 1939
- Nykyinen hallituskausi ollut maalle ja kansalle hyödyksi: puhe Käpylän työväentalossa 16.4.1939. Tampere 1939
- Maamme tilanne ja Sos.-dem. puolueen näköaloja: Sos.-dem. puoluekokouksessa 25.11.-44 pitämä esitelmä. Vaasan sos.-dem. toveriseura, Vaasa 1945
- Väinö Tanner puolustautuu. Tampereen sos.-dem. kunnallisjärjestö, Tampere 1946
- Näin Helsingin kasvavan. Tammi, 1947, Helsinki.
- Nuorukainen etsii sijaansa yhteiskunnassa. Tammi, 1948, Helsinki.
- Kuinka se oikein tapahtui: vuosi 1918 esivaiheineen ja jälkiselvittelyineen. Tammi, 1949, Helsinki.
- Tarton rauha: sen syntyvaiheet ja -vaikeudet. Tammi, 1949, Helsinki.
- Olin ulkoministerinä talvisodan aikana. Tammi, 1951, Helsinki.
- Suomen tie rauhaan 1943–44. Tammi, 1952, Helsinki.
- Itsenäisen Suomen arkea: valikoima puheita. Toimittanut Arvo Tuominen. Tammi, 1956, Helsinki.
- The Winter war: Finland against Russia 1939—1940. Stanford University Press, Stanford 1957
- Kahden maailmansodan välissä: muistelmia 20- ja 30-luvuilta. Tammi, 1966, Helsinki.
- Unohdetut päiväkirjat 1943—1944 ; toimittanut Hannu Rautkallio ; esipuhe ja artikkeli Lasse Lehtinen; julkaisija Väinö Tannerin säätiö. Paasilinna, Espoo 2011.

## Вшанування
На честь його названий «Фонд Вяйньо Таннера» у 1961 р. та «премія Таннера» у 2000 р..